# Ace of Diamond
Ace of Diamond (ダイヤのA, Daiya no A [Daiya no Ēsu]), aussi appelé Diamond no Ace, est un shōnen manga écrit et dessiné par Yuji Terajima (ja). Il est prépublié entre 2006 et 2015 dans le magazine Weekly Shōnen Magazine et est compilé en 47 tomes. Une seconde partie, Ace of Diamond act II, est publiée entre 2015 et 2022 et est compilée en 34 tomes. La version française sera éditée par Mangetsu à partir du 18 septembre 2024.
Une adaptation en série télévisée d'animation de 75 épisodes, produite par les studios Madhouse et Production I.G, est diffusée entre octobre 2013 et mars 2015, suivi par une seconde saison, de 51 épisodes, diffusée entre avril 2015 et mars 2016. Une troisième saison a suivi entre avril 2019 et mars 2020 avec 52 épisodes.
Le manga a remporté le 53e prix Shōgakukan en 2007 et le 34e prix du manga Kōdansha en 2010 dans la catégorie shōnen.

## Synopsis
L'équipe de baseball du collège Akagi termine sa saison sans une seule victoire. Son lanceur, Eijun Sawamura, est impatient de prendre sa revanche avec ses coéquipiers, une fois au lycée. Mais il reçoit la visite d'une représentante du lycée réputé Seido qui veut le recruter. Peu enclin à quitter ses amis, il va quand même visiter les installations de Seido, où il rencontre un receveur de génie, Kazuya Miyuki. Cette rencontre va changer son destin et, après avoir reçu les encouragements de sa famille et de ses amis, il décide de rejoindre cette équipe. Dans une équipe d'élite rassemblant des lycéens du pays entier, Eijun va devoir se faire une place et viser le tournoi national avec ses nouveaux coéquipiers.

## Personnages
- Eijun Sawamura (沢村 栄純, Sawamura Eijun?)
- Satoru Furuya (降谷 暁, Furuya Satoru?)
- Kazuya Miyuki (御幸 一也, Miyuki Kazuya?)
- Haruichi Kominato (小湊 春市, Kominato Haruichi?)
- Shinji Kanemaru (金丸 信二, Kanemaru Shinji?)
- Hideaki Tōjō (東条 秀明, Tōjō Hideaki?)
- Wataru Kariba (狩場 航, Kariba Wataru?)

## Manga
Le manga Ace of Diamond a été écrit et dessiné par Yuji Terajima. Il est prépublié dans le magazine de prépublication Weekly Shōnen Magazine entre le 15 mai 2006 et le 14 janvier 2015,. L'éditeur japonais Kōdansha a compilé les chapitres en un total de 47 volumes, publiés du 15 septembre 2006 au 17 août 2015,. Une version française du manga, publiée par Mangetsu, est annoncée pour l'automne 2024. Il s'agit de l'un des titres de lancement de la collection Koten de l'éditeur.
Une suite, intitulée Ace of Diamond Act II, a commencé dans le même magazine le 19 août 2015 et prit fin le 26 octobre 2022. Kōdansha a publié le premier volume le 17 novembre 2015. En mai 2023, 34 volumes ont été publiés.
Un spin-off comique, intitulé Daiya no B! a été publié sur la plateforme web Magazine Pocket de Kōdansha de 2015 à 2016. Il a été rassemblé en 3 volumes, sortis du 17 novembre 2015 au 17 août 2016,.
Un autre manga dérivé, intitulé Cat of Diamond, écrit et dessiné par Yuki Okada, a été lancé sur la plateforme web Magazine Pocket le 12 janvier 2022.

## Anime
L'adaptation en série télévisée d'animation est annoncée en mai 2013. Celle-ci est produite par les studios Madhouse et Production I.G avec une réalisation de Mitsuyuki Masuhara, un scénario de Takeshi Konuta et des compositions de Frying-Pan. La diffusion débute sur TV Tokyo le 6 octobre 2013. Initialement prévue en 52 épisodes, la série est prolongée pour se terminer en mars 2015 au lieu de septembre 2014. Une seconde saison intitulée Daiya no A ~Second Season~ est diffusée du 6 avril 2015 au 28 mars 2016. Hors du Japon, la série est diffusée en simulcast par Crunchyroll.
Un épisode OAD est commercialisé le 17 novembre 2014 avec l'édition limitée du tome 44,. Un deuxième épisode est commercialisé le 17 mars 2015 avec l'édition limitée du tome 46. Deux autres OAV sont commercialisés avec les tomes 4 et 5 d'Ace of Diamond act II.
Ace of Diamond act II a été adapté en un anime de 52 épisodes diffusés entre le 2 avril 2019 et le 31 mars 2020.

### Musique
| Début    | Début                           | Début                          | Fin      | Fin                            | Fin                                               |
| Épisodes | Titre                           | Artiste                        | Épisodes | Titre                          | Artiste                                           |
| -------- | ------------------------------- | ------------------------------ | -------- | ------------------------------ | ------------------------------------------------- |
| 1 - 25   | Go EXCEED!!                     | Tom-H@ck feat. Masayoshi Ōishi | 1 - 13   | Seek Diamonds                  | Yōko Hikasa                                       |
| 1 - 25   | Go EXCEED!!                     | Tom-H@ck feat. Masayoshi Ōishi | 14 - 25  | Glory! (グローリー！)          | Suzuko Mimori                                     |
| 26 - 51  | Perfect Hero                    | Tom-H@ck feat. Masayoshi Ōishi | 26 - 37  | Mirai e Tsunage (未来へつなげ) | DŌP                                               |
| 26 - 51  | Perfect Hero                    | Tom-H@ck feat. Masayoshi Ōishi | 37 - 51  | CLOUD NINE                     | Seidō High School Baseball Team                   |
| 52 - 75  | Hashire! Mirai (疾走れ！ミライ) | GLAY                           | 52 - 63  | PROMISED FIELD                 | Ryota Ohsaka, Nobunaga Shimazaki et Natsuki Hanae |

### Doublage
| Personnages       | Personnages       | Voix japonaises     |
| ----------------- | ----------------- | ------------------- |
| Eijun Sawamura    | Eijun Sawamura    | Ryota Ohsaka        |
| Satoru Furuya     | Satoru Furuya     | Nobunaga Shimazaki  |
| Kazuya Miyuki     | Kazuya Miyuki     | Takahiro Sakurai    |
| Haruichi Kominato | Haruichi Kominato | Natsuki Hanae       |
| Shinji Kanemaru   | Shinji Kanemaru   | Yoshitsugu Matsuoka |
| Hideaki Tōjō      | Hideaki Tōjō      | Shō Sudō            |
| Wataru Kariba     | Wataru Kariba     | Kengo Kawanishi     |